# Fernando da Rocha
Fernando da Rocha (Angra do Heroísmo, Sé, 6 de janeiro de 1841 – São Roque do Pico, 9 de outubro de 1892) foi um advogado e magistrado judicial que exerceu funções políticas. Bacharel em Direito e Filosofia pela Universidade de Coimbra em 1866, foi advogado em Angra do Heroísmo, onde foi vereador, e magistrado judicial em várias comarcas.

## Biografia
Foi delegado do procurador régio em Lisboa e na Praia da Vitória, na ilha Terceira. Foi nomeado para Vila Franca de Xira, onde não chegou a tomar posse.
Foi juiz do Tribunal Administrativo em Angra do Heroísmo e presidente do mesmo Tribunal, e exerceu também o lugar de vereador da Câmara Municipal de Angra do Heroísmo.
Foi também juiz de direito na ilha do Pico. Pessoa dotada de grande talento, de vigorosa e culta inteligência, era um orador forense distinto e um tribuno eloquente. 
Um dos seus mais conhecidos discursos, foi o que pronunciou no dia 22 de Junho de 1877, por ocasião das imponentes festas liberais, que se realizaram em Angra do Heroísmo. 
Foi um apóstolo fervoroso da liberdade, grande patriota, alma formada para todos os sentimentos nobres, generosos e humanitários. Foi filho de Fernando Maria de Sousa e Rocha e de Maria Madalena de Bettencourt de Vasconcelos e Lemos. Casou em Angra do Heroísmo, freguesia da Terra Chã, em 20 de Junho de 1863, com Maria Pamplona da Silva Baptista de quem teve: Maria do Carmo Pamplona da Silva Rocha, nascida em 19 de Julho de 1869 e casada com Luís Augusto Pamplona Coelho Borges.